# Thelechoris rutenbergi
Thelechoris rutenbergi is een spinnensoort in de taxonomische indeling van de Dipluridae.
Het dier behoort tot het geslacht Thelechoris. De wetenschappelijke naam van de soort werd voor het eerst geldig gepubliceerd in 1881 door Ferdinand Karsch.